# Queda en esta noche
«Queda en esta noche» es una canción y sencillo del grupo musical argentino Los Caligaris, en colaboración con el cantante argentino Andrés Ciro Martínez (acreditando a Ciro y los Persas). Fue publicado el 5 de mayo de 2019. El videoclip de la canción fue publicado el 6 de junio de 2019, en la cuenta oficial de YouTube de Los Caligaris.

## Video musical
Filmado por Carlos Oliván en Buenos Aires, con la colaboración de Plataforma TV en la Ciudad de México, el clip se desarrolla en una narrativa de realismo mágico en el que un guardia de seguridad nocturno es transportado hacia un universo paralelo a través de una serie de cuadros que cobran vida.
Los protagonistas son Raúl Sencillez, Juan Taleb y Andrés Ciro Martínez. El músico, comediante y locutor mexicano Franco Escamilla se suma como invitado de lujo junto a la banda en las tomas registradas en la Ciudad de México.